# Büffelkopf-Papageifisch
Der Büffelkopf-Papageifisch (Bolbometopon muricatum, Synonym: Scarus muricatus) ist die größte Art der Papageifische. Er kommt im Roten Meer und im tropischen Indopazifik von der Küste Ostafrikas bis zu den Line Islands im Osten, den japanischen Yaeyama-Inseln und dem Wake-Atoll im Norden und dem Great Barrier Reef und Neukaledonien im Süden vor, nicht jedoch bei Hawaii.

## Beschreibung
Die Fischart erreicht eine Maximallänge von 1,2 Meter und eine maximale Standardlänge von 95 cm. Die meisten ausgewachsenen Exemplare bleiben aber bei einer Länge von 60 bis 80 cm. Die Körperlänge liegt beim doppelten bis 2,5-fachen der Körperhöhe und mit dem Wachstum nimmt die Körperhöhe im Verhältnis zur Länge immer mehr zu. Bei ausgewachsenen Exemplaren ist die Kopflinie sehr steil und sie entwickeln ab einer Gesamtlänge von etwa 25 cm einen ausgeprägten Stirnbuckel. Als Stütze des Stirnbuckels entsteht im vorderen Bereich des Siebbeins eine massive Knochenstruktur. Die Zähne des Büffelkopf-Papageifisch sind weitgehend freigelegt und weisen auf der Oberfläche eine knotige Struktur auf, die Schneide ist gekerbt. Auf dem Interoperculum befindet sich eine Schuppenreihe, auf den Wangen drei. Die vorderen Nasenöffnungen sind von einem erhobenen, fleischigen Rand umgeben, die hinteren sind groß und schlitzartig. Die Stacheln der Rückenflosse sind flexibel. Jungfische sind bräunlich bis grünlich und zeigen auf den Körperseiten fünf senkrechte Reihen weißer Punkte. Ausgewachsene Exemplare sind dunkelgrau mit verstreut angeordneten weißen Punkten. Mit zunehmendem Alter werden sie einfarbig dunkelgrün.
Morphometrie:
- Flossenformel: Dorsale IX/10; Anale III/9; Pectorale 16–17; Caudale 10.
- Schuppenformel: SL 24; Schuppen auf den Wangen: Reihe 1(4-6), R. 2(3-6), R. 3(1-2)
- Branchiostegalstrahlen: 5.
- Kiemenrechen: 16–19.

## Lebensweise
Der Büffelkopf-Papageifisch lebt in kleinen bis größeren Schwärmen von 4 bis über 30 Exemplaren in Außenriffen bis in Tiefen von 30 Metern und bewegt sich auf Futtersuche über größere Distanzen. Er ernährt sich von Steinkorallen und ist die einzige Papageifischart bei der lebende Korallen einen bedeutenden Anteil an der Ernährung haben. Außerdem frisst er Algen und Muscheln. Um die Nahrungsaufnahme zu erleichtern und Äste abzubrechen rammen sie manchmal mit dem Kopf gegen Steinkorallen. Die Nacht verbringen die Fische in Höhlen oder Schiffswracks. Jungfische leben in geschützten Lagunen. Tauchern gegenüber ist der Büffelkopf-Papageifisch sehr scheu.